# 銀ビルストアー
株式会社銀ビルストアー（ぎんビルストアー）は、兵庫県姫路市に本社を置くスーパーマーケット運営企業である。CGCグループに加盟、日本チェーンストア協会通常会員。

## 歴史・概要
姫路銀座商店街の有志が「姫路銀座商業協同組合」を設立して「銀座ビル」を建設し、1951年（昭和26年）に名店街形式で「銀ビルショッピングセンター」を開いたのが始まりである。
1956年（昭和31年）4月15日にセルフサービス式を導入した「銀ビルストアー」を開店してスーパーマーケットに参入し、同年5月15日に「姫路銀座商業協同組合」の組合員により「株式会社銀ビルストアー」を設立した。
この創業時の店舗は、1階が売り場で2階が事務所となっていた。
岡山市表八ヶ町の一つ・天瀬千日前の映画館を併設していたビルに1963年（昭和38年）12月に岡山店を開店し、チェーン展開を開始した。
1964年（昭和39年）11月に姫路店を5階建てに増築してS.S.D.D.S（総合スーパー）として新装開店したが、1965年（昭和40年）1月に姫路店が全焼したため、同年3月に姫路店を復旧して営業を再開した。
かつては岡山や大阪にも店舗を展開したが、近年は創業の地である姫路市とその周辺に店舗網を集約。また店舗ブランドも、旧来の「銀ビルストアー」（後年は「GIN・BIRU」とも表記した）から「ボンマルシェ」「プチマルシェ」へと全面リニューアルして現在に至る。

## 沿革
- 1951年（昭和26年）[5] - 名店街形式で[5]「銀ビルショッピングセンター」を開店[4]。
- 1956年（昭和31年）
  - 4月15日 - セルフサービス式を導入した「銀ビルストアー」を開店してスーパーマーケットに参入[6]。
  - 5月15日 - 姫路市に「銀ビルストアー」設立(日本で2番目のスーパー)
- 1961年（昭和36年） - 衣料品部門に参入[1]。
- 1963年（昭和38年）12月 - 岡山店を開店し[9]、チェーン展開を開始[10]。
- 1964年（昭和39年）11月 - 姫路店を5階建てに増築してS.S.D.D.S（総合スーパー）として新装開店[11]。
- 1965年（昭和40年）
  - 1月 - 姫路店が全焼[4]。
  - 3月 - 姫路店を復旧して営業を再開[4]。

## 事業所
「ボンマルシェ」「プチマルシェ」の2ブランドで食品スーパーを展開している。

## 過去に存在した店舗
- 岡山店（岡山市表町3-12-15[12]（旧・天瀬101[13]）、1963年（昭和38年）12月開店[9] - 2002年（平成14年）閉店[広報 2]）

売場面積1,089m2
- ニュー銀ビル店（姫路市直養町11[13]、?開店 - ?閉店）

売場面積1,600m2
- 広畑店（姫路市広畑区東新町1-50[15]、1966年（昭和41年）5月1日開店[16] - 2001年（平成13年）閉店[広報 2]）

売場面積990m2
- 駒川店（東住吉区駒川町8-19[17]、?開店 - ?閉店）

売場面積2,970m2
- 高砂店（高砂市荒井町若宮町11-9[18]、1973年（昭和48年）12月開店[1] - 1997年（平成9年）閉店[広報 2]）

売場面積1,155m2
- 太子店（揖保郡太子町[19]、1983年（昭和58年）開店[広報 2] - 2002年（平成14年）閉店[広報 2]）

- 香寺店（香寺町、1983年（昭和58年）開店[広報 2] - ?閉店）

- 市川店（?、1985年（昭和60年）開店[広報 2] - 1999年（平成11年）閉店[広報 2]）

- 三木店（三木市府内町401-1[20]、1987年（昭和62年）開店[広報 2] - 2010年（平成22年）閉店[広報 2]）

- 飾東店（?、1988年（昭和63年）開店[広報 2] - ?閉店）

- 書写店（?、1989年（平成元年）開店[広報 2] - 2004年（平成16年）閉店[広報 2]）

- 貴崎店（?、1989年（平成元年）開店[広報 2] - 2007年（平成19年）閉店[広報 2]）

- 飾西店（?、1990年（平成2年）開店[広報 2] - 2002年（平成14年）閉店[広報 2]）

- FC山崎店（宍粟郡山崎町[1]、1980年（昭和55年）10月開店[1] - ?閉店）

売場面積874m2
- 山崎店（?、1991年（平成3年）開店[広報 2] - 2002年（平成14年）閉店[広報 2]）

- 枝吉店（?、1992年（平成4年）開店[広報 2] - 2010年（平成22年）閉店[広報 2]）

- 西飾磨店（?、1992年（平成4年）開店[広報 2] - 2008年（平成20年）閉店[広報 2]）

- （初代）加西店（加西市[21]、1979年（昭和54年）5月開店[21] - ?閉店）

敷地面積約3,410m2、売場面積1,199m2、駐車台数約150台。
- 加西北条店（?、1995年（平成7年）開店[広報 2] - 2005年（平成17年）閉店[広報 2]）

- 伊保店（?、1995年（平成7年）開店[広報 2] - 2010年（平成22年）閉店[広報 2]）
- 稲美店（加古郡稲美町国安字追星1076-1[22]、1996年（平成8年）開店[広報 2] - 2010年（平成22年）閉店[広報 2]）
- 福沢店（加古川市神野町石守324-3[23]、1996年（平成8年）開店[広報 2] - 2008年（平成20年）閉店[広報 2]）

- 佐用店（佐用郡佐用町[1]、1977年（昭和52年）9月開店[1] - 2013年（平成25年）閉店[広報 2]）

売場面積850m2
- デリッソ店（?、2009年（平成21年）開店[広報 2] - 2018年（平成30年）閉店[広報 2]）

- 曽根店（高砂市春日野町2998[24]、1991年（平成3年）開店[広報 2] - 2021年（令和3年）閉店[広報 2]）
- 神崎店（神崎郡神河町福本7−7[25]、1988年（昭和63年）開店[広報 2] - 2021年（令和3年）閉店[広報 2]）

## ネットスーパー
姫路市・加西市・神崎郡（市川町・福崎町）・揖保郡太子町でネットスーパーも展開している。

#### 広報資料・プレスリリースなど一次資料
1. ↑  “店舗一覧”.   銀ビルストアー. 2024年9月17日閲覧。
2. 1 2 3 4 5 6 7 8 9 10 11 12 13 14 15 16 17 18 19 20 21 22 23 24 25 26 27 28 29 30 31 32 33 34 35 36 37 38  “会社沿革”.   銀ビルストアー. 2024年9月17日閲覧。
3. ↑  “ボンマルシェネットスーパー 配達エリアについて”.   銀ビルストアー. 2024年9月17日閲覧。